# اناگادی
اناگادی (به انگلیسی: Anagadi) یک منطقهٔ مسکونی در هند است که در کارناتاکا واقع شده‌است.